# Anopheles hargreavesi
Anopheles hargreavesi este o specie de țânțari din genul Anopheles, descrisă de Evans în anul 1927. Conform Catalogue of Life specia Anopheles hargreavesi nu are subspecii cunoscute.